# إسطنبول سبور
نادي إسطنبول سبور (بالتركية: İstanbul SAŞ)‏ نادي كرة قدم تركي يلعب في دوري الدرجة الثانية. تم تأسيس النادي في سنة 1926 على يد طلاب مدرسة إسطنبول الثانوية.